# Bo Goldman
Robert "Bo" Goldman (Nueva York, 10 de septiembre de 1932-25 de julio de 2023) fue un escritor, autor teatral y guionista de cine estadounidense. Ganó el premio Óscar (1976) en la categoría mejor guion adaptado por la película One Flew Over the Cuckoo's Nest; en 1981 recibió su segundo premio Óscar, esta vez en la categoría  mejor guion original por Melvin y Howard.

## Premios y distinciones
Premios Óscar
| Año  | Categoría            | Película                        | Resultado |
| ---- | -------------------- | ------------------------------- | --------- |
| 1976 | Mejor guion adaptado | One Flew Over the Cuckoo's Nest | Ganador   |
| 1981 | Mejor guion original | Melvin y Howard                 | Ganador   |
| 1993 | Mejor guion adaptado | Scent of a Woman                | Nominado  |